# Pasilobus nigrohumeralis
Pasilobus nigrohumeralis là một loài nhện trong họ Araneidae.
Loài này thuộc chi Pasilobus. Pasilobus nigrohumeralis được miêu tả năm 1882 bởi Hasselt.